# 臺北行旅廣場

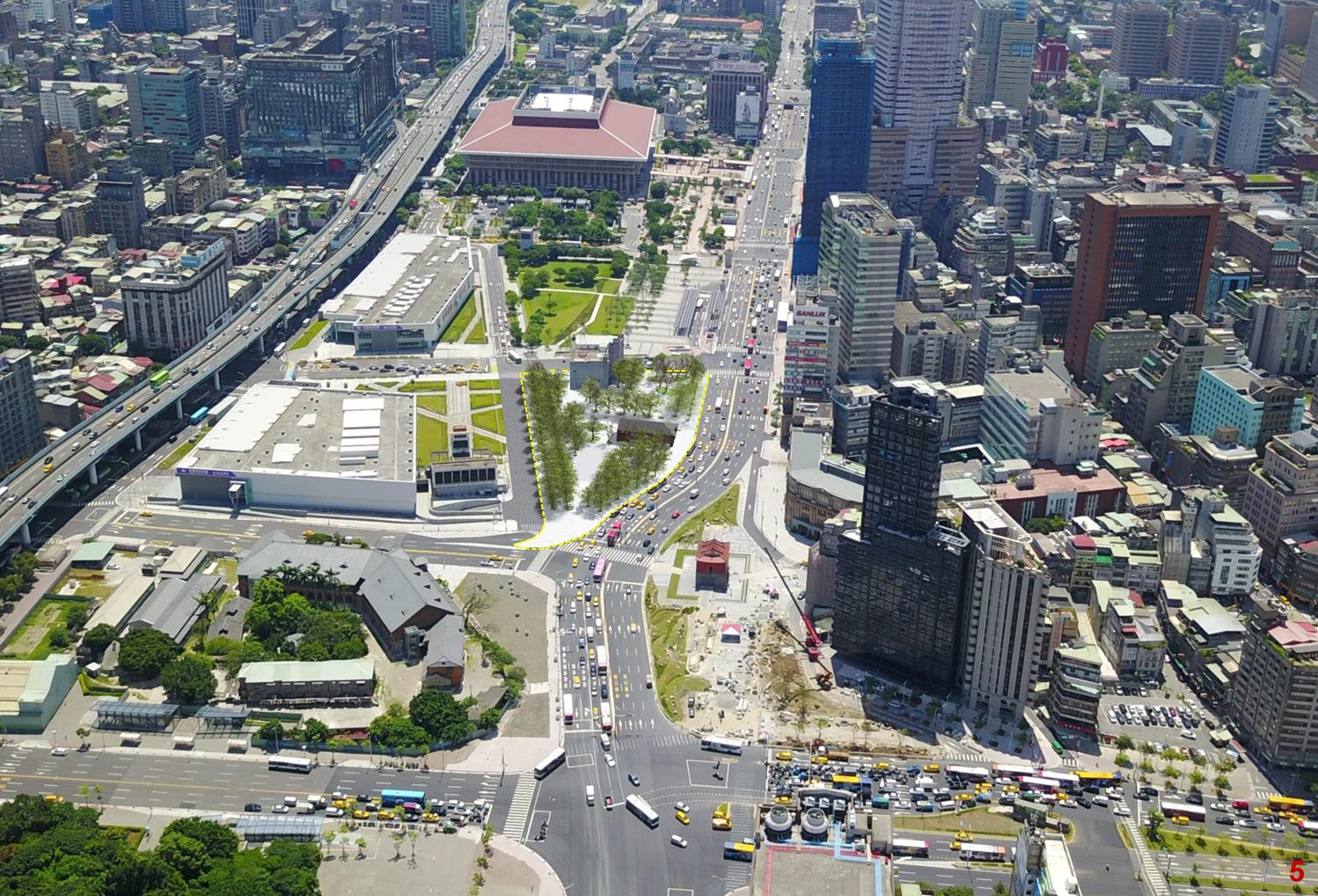
臺北行旅廣場與相鄰的交八廣場位於西區門戶計畫區

臺北行旅廣場（英語：Taipei Travel Plaza）原名交六廣場，為臺北市中正區忠孝西路一段與重慶北路一段路口東北側之綠地，為台北市市長柯文哲提出的西區門戶計畫之一環，總占地約1.6公頃，於2017年1月26日完工開放（廣場南方之交六公車站則於同年4月29日開放使用）。廣場位於車水馬龍的臺北車站旁邊，使往返的旅客能在擁擠的車站旁，找到一塊整齊開闊的綠地；也使居民能在嘈雜的都市中，擁有一處可以安靜放鬆的秘境。

## 設施

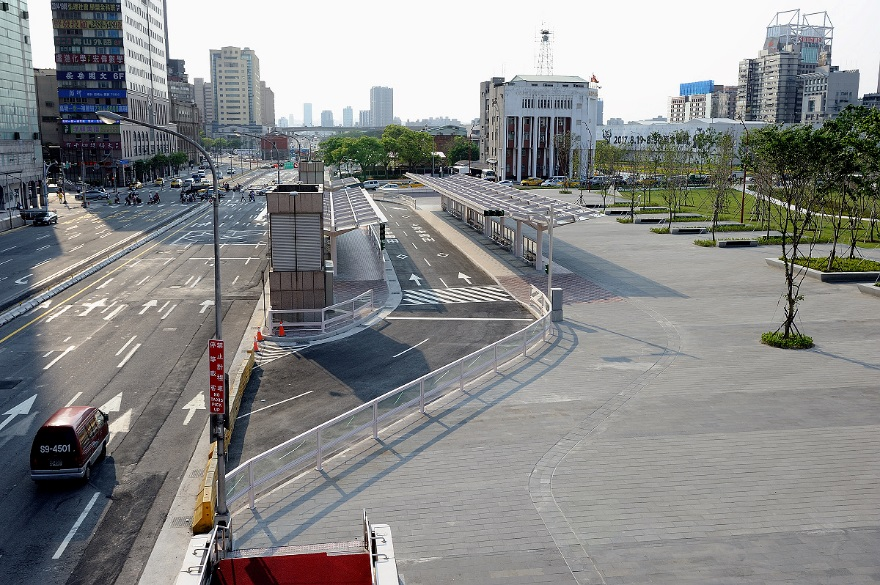
位於廣場南方的交六公車站

臺北行旅廣場之前身為臺北西站A棟、B棟，在西區門戶計畫中遭到拆除，並與原站後方之綠地合併為現在之臺北行旅廣場。廣場南方新建交六公車站，將原本停靠於交七公車站（位於臺北車站南側廣場）之臺北市聯營公車部分路線（14、39（含夜間公車）、232副線、274、299、539、652、藍1及忠孝新幹線）遷移至此停靠，成功紓解交七公車站因停靠區長度不足所造成的公車壅塞問題。而北側廣場之總綠地面積達5,056平方公尺，可容納1,500至2,000人，可以舉辦各種活動並供民眾休憩使用。

## 命名
臺北行旅廣場原名為交六廣場，台北市政府於2016年12月26日至2017年1月1日舉辦網路投票（i-Voting）徵求新名稱，最後「臺北行旅廣場」以863票勝出第二名「川流之心」（639票）及第三名「臺北綠驛」（578票）。臺北行旅廣場的命名概念為：期望國內外旅客可在此閱讀不一樣的臺北，外鄉遊子也可以便捷地返鄉，並從這個廣場開啟臺北故事新的序幕。

## 附近地標景點
- 交八廣場
- 臺北車站
- 北門廣場
- 臺北雙子星

## 外部連結
- 行旅廣場 - 公園走透透